# 브루스 스털링

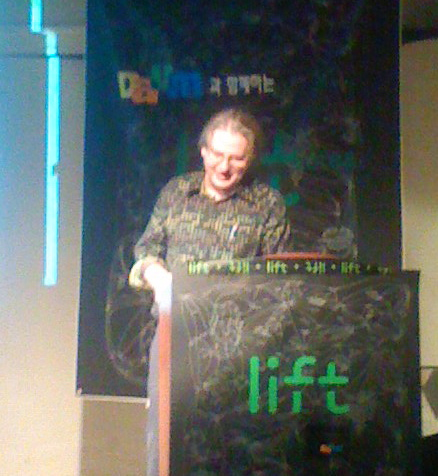
서울 압구정에서 열린 Lift 콘퍼런스에서 프레젠테이션을 하는 브루스 스털링

마이클 브루스 스털링(Michael Bruce Sterling, 1954년 4월 14일 ~ )은 미국의 과학소설 작가이며 디자인 평론가, 첨단 기술과 미래에 대한 대중강연가이다. 특히 사이버펑크장르를 개척한 작가로 유명하다. 다양한 저술과 강연활동을 활발하게 벌이고 있으며 최근에는 아트센터 디자인 스쿨과 크랜브룩 디자인 대학에서 산업디자인 콘셉트를 만드는 일을 가르쳤다. 최근에는 세르비아의 벨그레이드에서 부인인 야스미나 테사노비크와 함께 살고 있다. 그의 부인도 작가이자 영화제작자이다. 그의 원래 고향은 텍사스주 오스틴이다. 최근 2007년 9월 12일에는 한국의 서울을 방문하여 리프트 콘퍼런스에서 강연하였다.

## 저술 활동
윌리엄 깁슨, 톰 매독스, 루디 럭커, 존 셜리, 루이스 쉬너 그리고 팻 캐디건과 함께 과학소설의 한 장르인 사이버 펑크를 개척한 장본인이다. 그는 단편소설 "자전거 수리공"과 중편인 "타클라마칸"으로 휴고상을 수상하였다.
그의 첫 소설은 1977년에 출간된 <퇴화의 바다>로 <모비딕>의 SF판인 듯한 느낌을 주는 환상적 소설이었다. 1970년대에는 기계공학 기반의 미케니스트와 유전자공학 기반의 샤퍼란 두 부족이 대립하는 내용의 시리즈 물을 만들었다. 1980년대에는 <싸구려 진실>이라고 부른 과학소설 뉴스레터를 편집하였으며 SF Eye란 비평잡지에 기고하였다.

### 프로젝트들
다음의 두가지 프로젝트의 착수자였다.
- 죽은 미디어 프로젝트 :  역사속에 사라져버린 옛문화 속의 미디어를 연구하는 프로젝트이다. 잉카의 퀴푸스 매듭이나 빅토리아시대의 페나키스토스코프 같은 것들이 주제이다.
- 비리디안 디자인 운동: [htttp://www.viridiandesign.org] 하이테크에 중심을 두어 환경 친화적이면서도 첨단기술과 스타일이 어울어지는 그린디자인을 만들고자 하는 시도이다.

### 신조어
스털링은 미래에 등장할 것이라고 믿는 새로운 것에 대한 신조어를 만들어 유행어로 만들곤 한다. 이중 몇가지는 제한적이지만 실제로 존재하기도 한다. 그가 만든 용어 중 대표적인 것으로 스파임(Spime)이 있다.
- 2005년 12월 와이어드지에서 벅키정크(Buckyjunk)란 말을 썼다. 벅키정크란 미래에 카본튜브로 제작된 재활용하기 어려운 소비재를 의미한다. (혹은 벅키튜브라고 한다.)
- 2004년 8월에는 스파임(Spime)이란 말을 만들었다. 이는 RFID나 GPS와 같은 기술을 이용하여 어떤 물체의 사용과 환경과인 교감을 기록하고 이를 이용하는 기술을 의미한다. 공간과 시간을 합친 (Space + Time) 말이다.
- 1999년 12월 웩셀블랏 재앙(Wexelblat disaster)라는 말을 썼다. 이는 자연재해에 의해 시작되었지만 2차적으로 발생하는 인간의 기술적 실패로 확대되는 인적 요인에 의한 재해를 의미한다.

## 저서

### 소설
- 퇴화의 바다(1977년)
- 인공의 어린이(1980년)
- 스키즈매트릭스(1985년)
- 네트의 섬(1988년)
- 디퍼런스 엔진(1990년): 윌리엄 깁슨과 공저. 차분 기계가 성공적으로 개발되었을 때의 대체역사를 그린 스팀펑크 계열 대표적인 소설이다.
- 혹독한 기후(1994년)
- 성스러운 불(1996년)
- 디스트렉션(1998년)
- 차이트가이스트 (2000년)
- 제니스의 각도(2004년): 9/11사건이후 미국정부를 위해 일하는 사이버 보안 전문가의 이야기.

### 단편모음집
- 미러쉐이드 (1986년)
- 크리스칼 익스프레스 (1989년)
- 글로벌헤드(1992년)
- 굿 올드패션 퓨처(1999년)
- 비져너리 인 레지던스(2006년)

### 비소설
- 해커 크랙다운(1992년)
- 투모로우 나우(2002년)
- 쉐이핑 싱스(2005년)
- 글래스 비스의 소개 (2000년)
- 애짓프롭 디스크
- 세계의 변화:21세기를 위한 유저 가이드
- 뜨거운 변화 (2006년)